# Chloridolum kwangtungum
Chloridolum kwangtungum är en skalbaggsart. Chloridolum kwangtungum ingår i släktet Chloridolum och familjen långhorningar.

## Underarter
Arten delas in i följande underarter:
- C. k. kwangtungum
- C. k. szechuanum